# جيم جينينغز
جيم جينينغز (14 مارس 1941 في الولايات المتحدة - 1 سبتمبر 2014 بليكسينغتون في الولايات المتحدة) (بالإنجليزية: Jim Jennings)‏ هو لاعب كرة سلة أمريكي في مركز الوسط. لعب مع موراي ستايت ريسرز ‏.